# Борхард, Лео
Лео Борхард (Лев Львович Боргард, нем. Leo Borchard.  31 марта 1899, Москва — 23 августа 1945, Берлин) — немецкий дирижёр российского происхождения.
Родился в немецкой семье в Москве. Получил музыкальное образование в Санкт-Петербурге. С 1920 года жил в Германии, учился у Эдуарда Эрдмана и Германа Шерхена. Был ассистентом Отто Клемперера в Кролль-опере. В 1930 году заменил Германа Шерхена за пультом Оркестра радио Восточной Пруссии. Считался специалистом по русскому репертуару, а также по произведениям Баха и Бетховена. Дебютировал с Берлинским филармоническим оркестром в 1933 году. Был дружен с композитором Борисом Бляхером, написал либретто для оратории Бляхера «Великий инквизитор» (по Достоевскому). 
Во время Второй мировой войны участвовал в движении Сопротивления под псевдонимом Андрик Краснов; вместе с журналисткой Рут Андреас-Фридрих, с которой жил в гражданском браке, руководил подпольной группой «Дядя Эмиль» (нем. Onkel Emil). В этом движении имел 26 мая 1945 года дирижировал первым концертом Берлинского филармонического оркестра после освобождения Германии от нацизма, исполнил Четвёртую симфонию Чайковского. Спустя неделю решением берлинского магистрата был утверждён музыкальным руководителем оркестра. Борхард успел провести 22 концерта. После последнего из них машина, в которой он ехал, по недоразумению проехала на запрещающий сигнал поста американских войск и была обстреляна, Борхард погиб.
Сохранились записи Борхарда, сделанные в 1934-35 и 1945 годах. Составленный из произведений Вебера, Чайковского и Глазунова альбом был издан в новейшее время. В 1990 году имя Борхарда было присвоено музыкальной школе в Берлине.